# 岩倉恒具
岩倉 恒具（いわくら つねとも）は、江戸時代中期の公卿。官位は従二位・権中納言。正二位追贈。宝暦勤王二十廷臣の一人。

## 経歴
元禄14年（1701年）、岩倉乗具の子として生まれる。母は家女房。初名は具修（具脩）。兄弟は千種有敬、植松賞雅。
宝永元年（1704年）に従五位下に叙爵。正徳4年（1714年）に元服とともに従五位上侍従となる。享保3年（1718年）に正五位下。享保4年（1719年）に恒具と改名する。その後も累進し、左近衛少将と右近衛中将を経て、享保17年（1732年）に従三位に達して公卿に列した。その後、正三位・参議・左近衛中将を経て宝暦3年（1753年）に従二位権中納言となったが、宝暦8年（1758年）に宝暦事件に連座。
宝暦10年（1760年）7月29日 、死去した。60歳。号は覚円院。
弟・植松賞雅の子・尚具を養子とした。
明治24年（1891年）、正二位を追贈された。

## 系譜
- 父：岩倉乗具
- 母：家女房
- 妻：本多長員の娘
  - 養子：岩倉尚具（実父は植松賞雅）